# Callinectes larvatus
Callinectes larvatus är en kräftdjursart som beskrevs av Ordway 1863. Callinectes larvatus ingår i släktet Callinectes och familjen simkrabbor. Inga underarter finns listade i Catalogue of Life.